# FIBA Europapokal der Landesmeister 1962/63
Die Saison 1962/63 war die 6. Spielzeit des FIBA Europapokal der Landesmeister, der von der FIBA Europa veranstaltet wurde.
Den Titel gewann zum zweiten Mal ZSKA Moskau aus der Sowjetunion.

## Modus
An der Endrunde nahmen die 14 Meister der jeweiligen nationalen Liga, sowie der Titelverteidiger, teil. Zuerst wurde eine Qualifikation gespielt. Die Sieger der Spielpaarungen wurden in Hin- und Rückspiel ermittelt. Entscheidend war das gesamte Korbverhältnis beider Spiele. 
Die Sieger der Spielpaarungen in der zweiten Runde, im Viertelfinale, im Halbfinale, sowie im Finale wurden ebenfalls in Hin- und Rückspiel ermittelt.

## 1. Runde (Qualifikation)
|                         | Gesamt  |                           | Hinspiel | Rückspiel     |
| ----------------------- | ------- | ------------------------- | -------- | ------------- |
| SISU Kopenhagen         | 98:134  | BBC Etzella               | 55:72    | 43:62         |
| BV Landlust Amsterdam   | 84:166  | GTS Wisla Krakau          | 67:76    | 57:90         |
| Darüşşafaka SK Istanbul | 132:158 | Honvéd Budapest           | 52:85    | 80:73         |
| ASK Vorwärts Halle      | 91:152  | ZSKA Moskau               | 51:82    | 40:70         |
| Celtic BC Belfast       | 75:216  | BC Alsace de Bagnolet     | 44:101   | 31:115        |
| Maccabi Tel Aviv        | 118:131 | AŠK Olimpija Ljubljana    | 46:60    | 72:71         |
| Stade Français Genf     | 104:133 | TSV Alemannia Aachen      | 45:60    | 59:73         |
| CS Alliance Casablanca  | 60:110  | Simmenthal Olimpia Milano | 60:110   | nur ein Spiel |
| Benfica Lissabon        | 108:207 | Real Madrid               | 61:97    | 47:110        |
| KFUM Söder IK           | 125:145 | Helsingin Kisa-Toverit    | 59:73    | 66:72         |
| Antwerp BC              | 131:169 | TJ Spartak ZJŠ Brünn      | 74:81    | 57:88         |

## Teilnehmer an der Endrunde
| Sowjetunion      | 2 | BK Dinamo Tiflis          | ZSKA Moskau |
| Bulgarien        | 1 | BK Spartak Sofia          |             |
| BR Deutschland   | 1 | TSV Alemannia Aachen      |             |
| Finnland         | 1 | Helsingin Kisa-Toverit    |             |
| Frankreich       | 1 | BC Alsace de Bagnolet     |             |
| Griechenland     | 1 | Panathinaikos Athen       |             |
| Italien          | 1 | Simmenthal Olimpia Milano |             |
| Jugoslawien      | 1 | AŠK Olimpija Ljubljana    |             |
| Luxemburg        | 1 | BBC Etzella               |             |
| Polen            | 1 | GTS Wisla Krakau          |             |
| Rumänien         | 1 | CSA Steaua Bukarest       |             |
| Spanien          | 1 | Real Madrid               |             |
| Tschechoslowakei | 1 | Spartak-Zbrojovka Brünn   |             |
| Ungarn           | 1 | Honvéd Budapest           |             |

## 2. Runde
|                        | Gesamt  |                           | Hinspiel | Rückspiel |
| ---------------------- | ------- | ------------------------- | -------- | --------- |
| BBC Etzella            | 105:198 | GTS Wisla Krakau          | 52:83    | 53:115    |
| Honvéd Budapest        | 177:126 | CSA Steaua Bukarest       | 74:73    | 63:53     |
| BK Spartak Sofia       | 104:177 | ZSKA Moskau               | 55:83    | 49:94     |
| BC Alsace de Bagnolet  | 174:189 | AŠK Olimpija Ljubljana    | 80:61    | 94:128    |
| TSV Alemannia Aachen   | 120:145 | Simmenthal Olimpia Milano | 67:69    | 53:76     |
| Panathinaikos Athen    | 133:187 | Real Madrid               | 73:97    | 60:90     |
| Helsingin Kisa-Toverit | 142:172 | TJ Spartak ZJŠ Brünn      | 83:87    | 59:85     |

- Freilos als Titelverteidiger:  BK Dinamo Tiflis

## Viertelfinale
|                        | Gesamt  |                           | Hinspiel | Rückspiel | Entscheidungsspiel |
| ---------------------- | ------- | ------------------------- | -------- | --------- | ------------------ |
| AŠK Olimpija Ljubljana | 140:110 | TJ Spartak ZJŠ Brünn      | 85:53    | 55:57     |                    |
| Honvéd Budapest        | 235:247 | Real Madrid               | 101:96   | 69:74     | 65:77 1            |
| BK Dinamo Tiflis       | 139:138 | Simmenthal Olimpia Milano | 65:70    | 74:68     |                    |
| GTS Wisla Krakau       | 122:152 | ZSKA Moskau               | 75:72    | 47:80     |                    |

## Halbfinale
|                      | Gesamt  |             | Hinspiel | Rückspiel |
| -------------------- | ------- | ----------- | -------- | --------- |
| TJ Spartak ZJŠ Brünn | 146:150 | Real Madrid | 79:60    | 67:90     |
| BK Dinamo Tiflis     | 137:155 | ZSKA Moskau | 59:76    | 78:79     |

## Finale
|             | Gesamt  |             | Hinspiel | Rückspiel | Entscheidungsspiel |
| ----------- | ------- | ----------- | -------- | --------- | ------------------ |
| Real Madrid | 240:259 | ZSKA Moskau | 86:69    | 74:91     | 80:99 2            |

- Final-Topscorer:  Emiliano Rodríguez (Real Madrid): 63 Punkte